# Liparis loeselii
La liparide di Loesel (Liparis loeselii (L.) Rich., 1817) è una piccola e rara pianta erbacea dai delicati fiori, appartenente alla famiglia delle Orchidacee.

## Etimologia
Il termine generico (Liparis) è latino e deriva dal greco liparos che significa “grasso, sontuoso”.
Il termine specifico (loeselii) vuole ricordare il medico e botanico tedesco Johannes Loesel (1607-1655), professore di medicina a Königsberg.
Il binomio scientifico di questa pianta inizialmente era Ophrys loeselii, proposta dal botanico e naturalista svedese Carl von Linné (1707 - 1778) in una pubblicazione del 1753, modificato successivamente in quello attualmente accettato (Liparis loeselii), proposto dal botanico francese Rich. (1754 – 1821) nella pubblicazione dal titolo  ”De Orchideis Europaeis Annotationes” del 1817.
In lingua tedesca questa pianta si chiama Zwiebelorchis oppure Torf-Glanzkraut oppure Glanzstendel; in francese si chiama Liparis de Loesel; in lingua inglese si chiama Fen Orchid.

## Descrizione

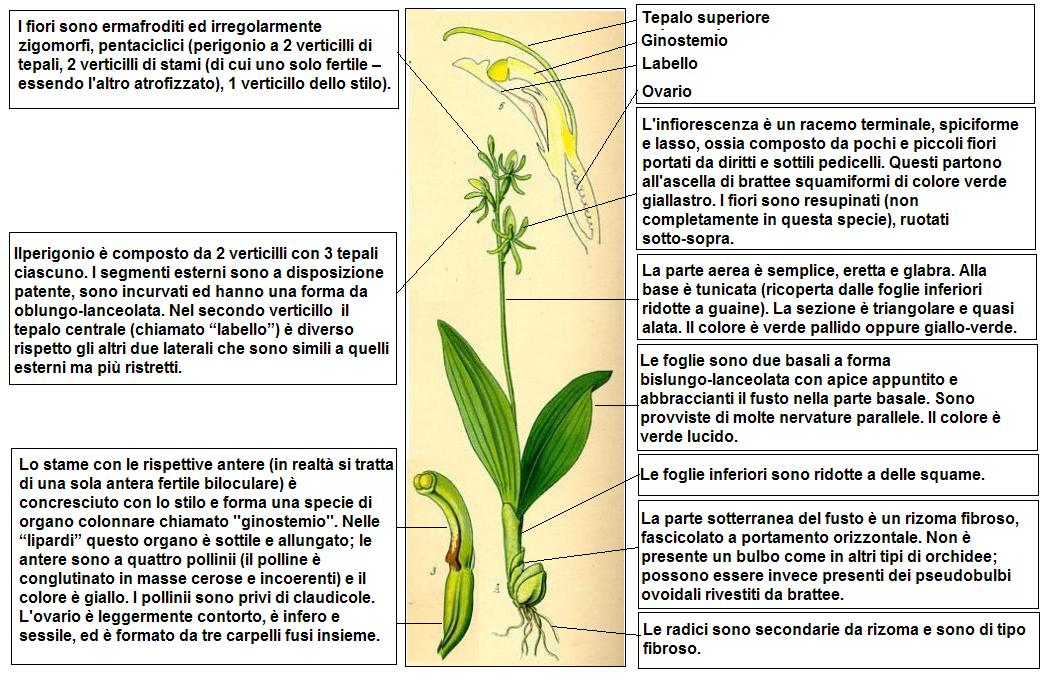
Descrizione delle parti della pianta

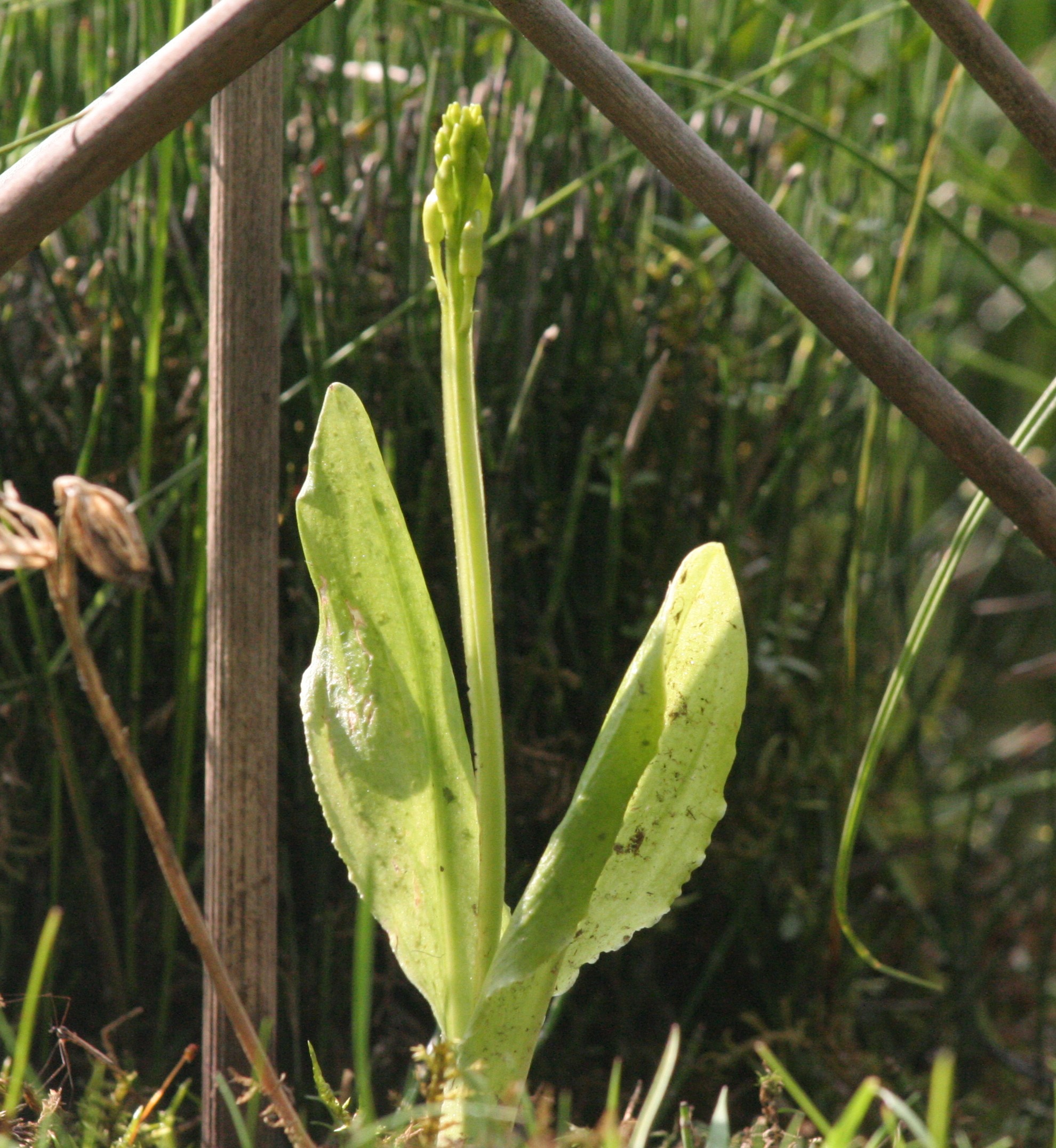
Il portamento
Località: Giardino Botanico Alpino "Giangio Lorenzoni", Pian Cansiglio, Tambre d'Alpago (BL), 1000 m s.l.m. - 13/06/2009

L'altezza di queste piante va da 5 a 25 cm, non sono piante molto appariscenti e sono inoltre piuttosto gracili. La forma biologica è geofita rizomatosa (G rhiz), sono piante perenni erbacee che portano le gemme in posizione sotterranea. Durante la stagione avversa non presentano organi aerei e le gemme si trovano in organi sotterranei chiamati rizomi; dei fusti sotterranei dai quali, ogni anno, si dipartono radici e fusti aerei. Le orchidee “Liparide” possono essere considerate piante epifite in quanto si sviluppano su tappeti di muschi e sfagni o nelle torbiere.

### Radici
Le radici sono secondarie da rizoma e sono di tipo fibroso.

### Fusto
- Parte ipogea: la parte sotterranea del fusto è un rizoma fibroso, fascicolato a portamento orizzontale. Non è presente un bulbo come in altri tipi di orchidee; possono essere invece presenti dei pseudobulbi ovoidali rivestiti da brattee. Dimensione pseudobulbi: larghezza 5 cm; lunghezza 10 cm.
- Parte epigea: la parte aerea è semplice, eretta e glabra. Alla base è tunicata (ricoperta dalle foglie inferiori ridotte a guaine). La sezione è triangolare e quasi alata. Il colore è verde pallido oppure giallo-verde.

### Foglie

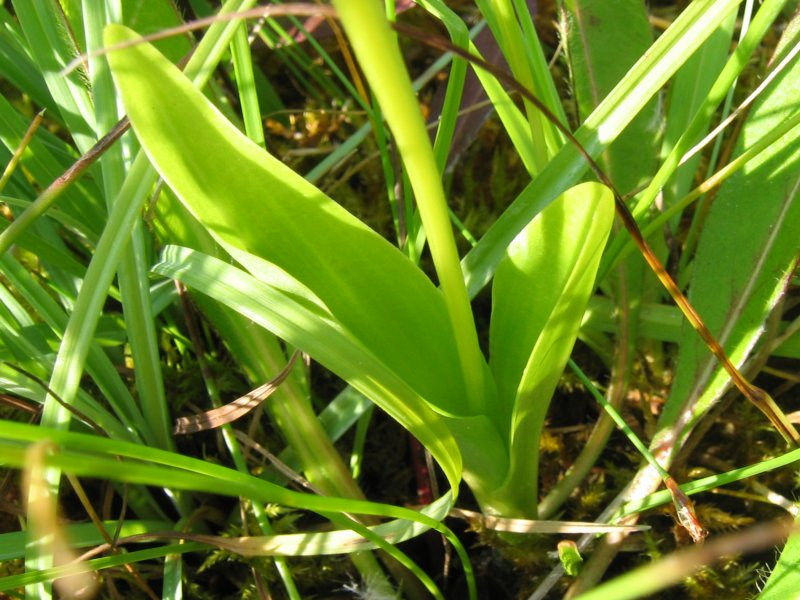
Le foglie

Le foglie sono due basali a forma bislungo-lanceolata oppure oblanceolato-spatolata con apice appuntito e abbraccianti il fusto nella parte basale. Sono provviste di molte nervature parallele. Il colore è verde lucido. Le foglie inferiori sono ridotte a delle squame. Dimensioni delle foglie: larghezza 1 – 2 cm; lunghezza 4 – 8 cm.

### Infiorescenza

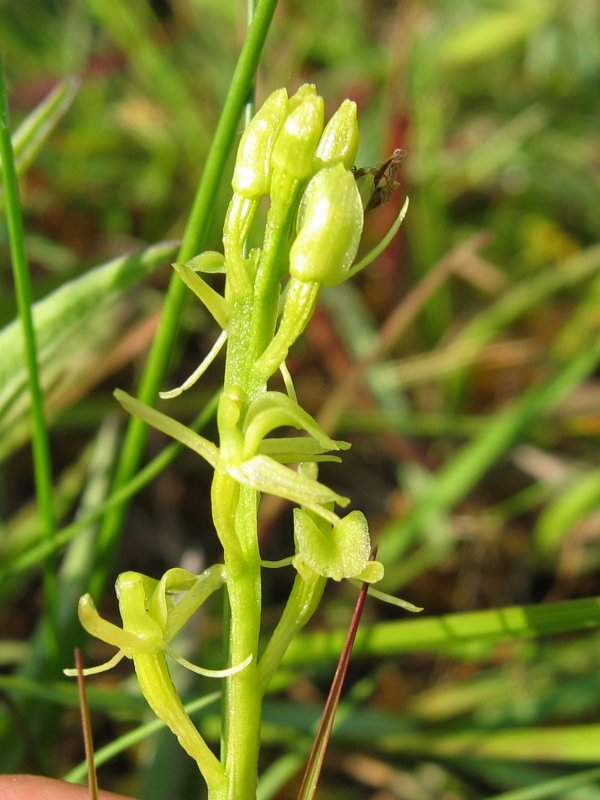
Infiorescenza

L'infiorescenza è un racemo terminale, di tipo spiciforme e lasso, ossia composto da pochi (3 – 5, raramente fino a 12) piccoli fiori portati da diritti e sottili pedicelli. Questi partono all'ascella di brattee squamiformi di colore verde giallastro. I fiori sono resupinati (non completamente in questa specie), ruotati sottosopra tramite torsione dell'ovario; in questo caso il labello è volto in basso. Lunghezza dell'infiorescenza: 2 – 10 cm. Dimensione delle brattee: larghezza 1 mm; lunghezza 2 mm. Lunghezza dei pedicelli: 3 – 5 mm.

### Fiore

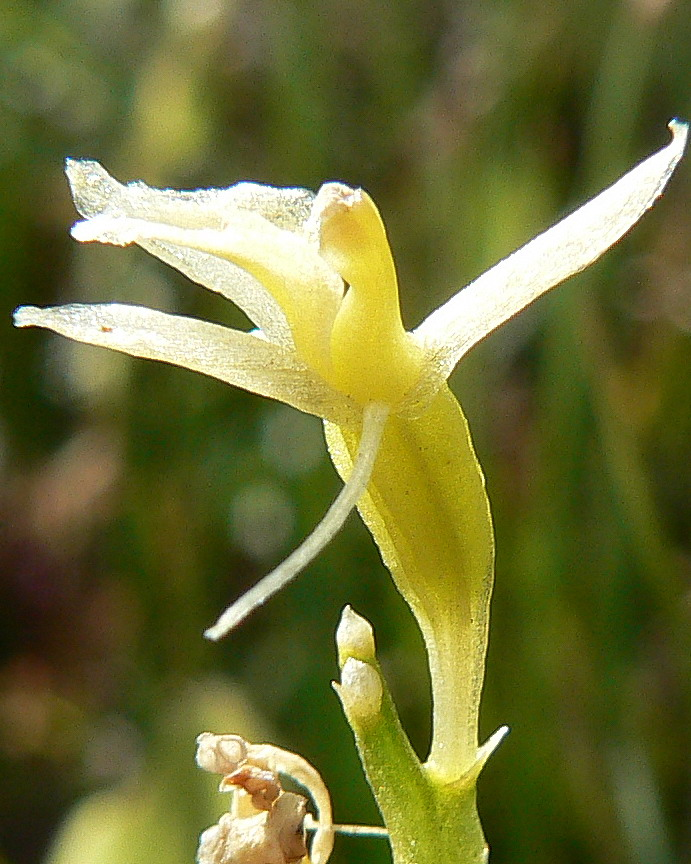
I fiori

I fiori sono ermafroditi ed irregolarmente zigomorfi, pentaciclici (perigonio a 2 verticilli di tepali, 2 verticilli di stami (di cui uno solo fertile – essendo l'altro atrofizzato), 1 verticillo dello stilo). Il colore dei fiori è verdognolo-giallastro tendente al bianco. Dimensione del fiore: 10 – 12 mm.
- Formula fiorale: per queste piante viene indicata la seguente formula fiorale:

P 3+3, [A 1, G (3)]
- Perigonio: il perigonio è composto da 2 verticilli con 3 tepali (o segmenti) ciascuno (3 interni e 3 esterni). I segmenti esterni sono a disposizione patente, sono incurvati ed hanno una forma da oblungo-lanceolata a strettamente lanceolata, all'apice sono ottusi. Nel secondo verticillo (interno) il tepalo centrale (chiamato “labello”) è molto diverso rispetto agli altri due laterali che sono simili a quelli esterni ma più ristretti. Dimensione del tepalo dorsale: larghezza 1 – 2 mm; lunghezza 4,5 – 6 mm. Dimensione dei tepali laterali: larghezza 1 – 2,2 mm; lunghezza 4,5 – 5,5 mm.
- Labello: il labello (semplice – non formato da due parti distinte) è il tepalo centrale più interno. È adnato al proprio piede, intero a forma ovata e ripiegato longitudinalmente. I margini sono increspati e rialzati. Il colore verde o giallo-verde con riflessi traslucidi. Al suo interno si trovano gli organi di riproduzione (il ginostemio). È privo di sperone. Dimensione del labello: larghezza 2,2 – 3,5 mm; lunghezza 4 – 5,5 mm.
- Ginostemio: lo stame con le rispettive antere (in realtà si tratta di una sola antera fertile biloculare) è concresciuto con lo stilo e forma una specie di organo colonnare chiamato ginostemio[6]. Nelle “liparidi” questo organo è sottile e allungato; le antere sono a quattro pollinii (il polline è conglutinato in masse cerose e incoerenti) e il colore è giallo. L'ovario è leggermente contorto, è infero e sessile, ed è formato da tre carpelli fusi insieme. Dimensione del ginostemio: larghezza 0,5 – 1 mm; lunghezza 2 – 3 mm.
- Fioritura: tra maggio e giugno.

### Frutti
Il frutto è una capsula pedicellata con diverse coste e deiscente per alcune di queste.  La capsula può essere alata. Al suo interno sono contenuti numerosi minutissimi semi piatti. Questi semi sono privi di endosperma e gli embrioni contenuti in essi sono poco differenziati in quanto formati da poche cellule. Queste piante vivono in stretta simbiosi con micorrize endotrofiche, questo significa che i semi possono svilupparsi solamente dopo essere infettati dalle spore di funghi micorrizici (infestazione di ife fungine). Questo meccanismo è necessario in quanto i semi da soli hanno poche sostanze di riserva per una germinazione in proprio. Lunghezza del pedicello: 3 – 7 mm. Dimensione delle capsule: larghezza 3 – 6 mm; lunghezza 9 – 13 mm.

## Biologia
La riproduzione in questa pianta può avvenire in due modi diversi: 
- per via sessuata grazie all'impollinazione ad opera degli insetti pronubi; ma la germinazione dei semi è condizionata dalla presenza di funghi specifici (i semi sono privi di albume – vedi sopra). È possibile anche una certa autoimpollinazione.
- per via vegetativa in quanto il rizoma possiede la funzione vegetativa per cui può emettere gemme avventizie capaci di generare nuovi individui.

## Distribuzione e habitat
La specie ha un ampio areale circumboreale che si estende in Nord America ed Eurasia.
In Italia è presente sull'arco alpino, nelle province di Bergamo, Bolzano, Trento e Udine. In altre zone delle Alpi si trova in Francia (dipartimenti di: Isère, Savoia e Alta Savoia), nella Svizzera (cantoni: Berna e Grigioni), nell'Austria (Länder: Tirolo settentrionale, Salisburgo, Carinzia e Stiria) e nella Slovenia. Sugli altri rilievi europei si trova nel Massiccio del Giura, nella Foresta Nera, nei Monti Balcani e nei Carpazi. Si trova anche nell'America del Nord.
Il suo habitat tipico sono i prati umidi e torbosi e le plaudi, ma la si può trovare anche presso le sorgenti e cadute d'acqua. Il substrato preferito è sia calcareo che calcareo/siliceo con pH neutro (o indifferentemente acido – basico), su terreno a bassi valori nutrizionali, ma molto bagnato.
Queste piante si possono trovare fino a 600 m s.l.m. o poco più oltre (massima altitudine rilevata 1015 m s.l.m.); frequentano quindi i seguenti piani vegetazionali: collinare e montano.

### Fitosociologia
Dal punto di vista fitosociologico Liparis loeselii appartiene alla seguente comunità vegetale:
Formazione: delle comunità delle paludi e delle sorgenti 
Classe: Scheuchzerio-Caricetea fuscae
Ordine: Caricetalia davallianae
Alleanza: Caricion davallianae
Associazione: Schoenenion nigricantis

## Tassonomia
Il numero cromosomico di Liparis loeselii è: 2n =26, 32

### Specie simili
Diverse orchidee si presentano con infiorescenze poco appariscenti e colorazioni tendenti al verde, e quindi confondibili una con l'altra. Qui, brevemente, elenchiamo alcune di queste specie:
- Neottia cordata (L.) Rich. - Listera minore
- Neottia ovata (L.) Rich. - Listera maggiore
- Corallorhiza trifida Châtel. - Coralloriza
- Malaxis monophyllos (L.) Sw. - Microstile
- Hammarbya paludosa (L.) Sw. - Hammaribia delle paludi

## Conservazione
La Lista rossa IUCN classifica Liparis loeselii come specie prossima alla minaccia di estinzione (Near Threatened).
La specie è protetta su scala europea in base alla Direttiva Habitat 97/62 CEE.
Il "Libro rosso delle piante d'Italia" la classifica come specie in pericolo (EN).